# Berdeniella graeca
Berdeniella graeca är en tvåvingeart som beskrevs av Wagner 2005. Berdeniella graeca ingår i släktet Berdeniella och familjen fjärilsmyggor.
Artens utbredningsområde är Grekland. Inga underarter finns listade i Catalogue of Life.